# マト・デュコヴァク
マト・デュコヴァク（Mato Dukovac, 1918年9月13日 - 1990年9月）は、クロアチア独立国のエース・パイロット。公認撃墜機数は44機。

## 経歴
ユーゴスラビア王国のスルチンで生まれた。
デュコヴァクは1941年に独立したクロアチア独立国の空軍に入隊したが、最初の任務が巡ってきたのは、ソビエトのクバン川にほど近い場所へ配属された後の1942年10月29日だった。
彼はソビエト空軍相手に、シヴィタン・ガリクとロッテ(Rotte)を組んで奮戦。
このガリクとデュコヴァクのロッテ編隊はクロアチアで最も成功したペアと呼ばれ、共にエースパイロットとしての頭角をどんどん表していった。
1944年2月の時点で、彼はすでに250回の出撃を経験し、その間に37機の敵機を撃墜していた。
その功績からデュコヴァクはドイツ空軍元帥ヴォルフラム・フォン・リヒトホーフェンからドイツ十字章を授与される。
その後、クリミア半島に配置となり、さらに7機を撃墜。
これで公認撃墜記録は44機となり、8月には大尉へ昇進する。
しかし、9月に東プロイセンに派遣され、そこでMe109の新型機の訓練を受けることになり、ソビエト相手の戦いからはしばらく離れることに。
その後、再びクロアチア、ユーゴスラビアへ戻り、戦闘機パイロットとしてではなく、飛行教官としてパイロットたちを指導。
だが、ナチスドイツの敗色が濃くなってくると、それにつき従っていた親独の傀儡政権は次々に寝返るか、崩壊を見せていた。
デュコヴァクはそれで自分が逮捕される事を恐れ、1945年2月にイタリアへ逃げた後、アメリカ軍に降伏する。

### 戦後
戦後、釈放された彼は1948年に起きた第1次中東戦争においてシリア空軍に参加。
彼はこの戦いを生き延びた後、最終的にカナダへ渡る。
1990年9月、デュコヴァクはカナダのトロントで亡くなった。